# شهرستان قضارف
شهرستان قضارف (به عربی: محلیة القضارف) یک منطقهٔ مسکونی در سودان است که در القضارف (ایالت سودان) واقع شده‌است.